# Checheikhen
Checheikhen, död 1237, var en mongolisk prinsessa, dotter till Djingis khan och Byrte. Hon regerade oiraternas stamområde som sin makes ställföreträdande regent mellan 1207 och 1237. 
År 1207, efter att de norra stammarna besegrats av hennes bror Jochi, slöts en allians mellan hennes far och Oiraterna, som var den första av stammarna att underkasta sig Djingis khan. Äktenskap arrangerades sedan mellan Checheikhen och prins Torolchi, en av sönerna till oiraternas hövding Khudugha Beki, och hennes brorsdotter och en annan oiratisk prins. Vid sitt giftermål fick hon i uppgift av sin far att med hans tillstånd ta de facto kontroll över oiraterna och regera stammen för att säkerställa att de rättade sig efter hennes fars önskningar, medan hennes make sändes att leva med hennes far. Hon regerade sedan oiraterna som sin makes de facto ställföreträdande regent enligt sin fars önskan. Hennes tid som oiraternas regent säkerställde mongolrikets kontroll över de norra handelsvägarna. Hon var mor till Orghana Khatun och Oghul Qaimish.
Hennes far avled 1229 och efterträddes av hennes bror Ögödei. Hon fortsatte regera oiraterna som Mongolrikets agent. Checheikhen förmodas ha avlidit 1237. Detta innebar att oiraterna inte längre ansågs befinna sig under mongolisk kontroll, vilket innebar att riket invaderades av hennes bror Ögödei. Invasionen uppges ha resulterat i 4000 våldtäkter, och slutade med att oiraternas rike kom under direkt mongolisk kontroll. 